# Коллинстаун
Коллинстаун (англ. Collinstown; ирл. Baile na gCailleach) — деревня в Ирландии, находится в графстве Уэстмит (провинция Ленстер). Первые поселения на территории деревни относят к дохристианскому времени.  Древнее название деревни — «город ведьм», по причине некогда расположенного рядом с поселением женского монастыря.

## Демография
Население — 294 человека (по переписи 2006 года). В 2002 году население составляло 229 человек.
Данные переписи 2006 года:
| Общие демографические показатели |               |                               |                               |      |      |
| Всё население                    | Всё население | Изменения населения 2002—2006 | Изменения населения 2002—2006 | 2006 | 2006 |
| 2002                             | 2006          | чел.                          | %                             | муж. | жен. |
| 229                              | 294           | 65                            | 28,4                          | 156  | 138  |